# Sixième circonscription de Lille
La sixième circonscription de Lille était une circonscription législative française que comptait le département du Nord de 1876 à 1885, de 1889 à 1919 et de 1928 à 1940 sous la  Troisième République .

## La circonscription de 1876 à 1885

### Description géographique et démographique
La sixième circonscription de Lille était située à la périphérie de l'agglomération lilloise. Située entre la Belgique et le Pas-de-Calais, la circonscription est centrée autour de la ville de Tourcoing. 
Elle regroupait les divisions administratives suivantes : canton de Tourcoing-Nord et le  canton de Tourcoing-Sud.

### Historique des députations
| Législature     | Début de mandat | Fin de mandat   | Député élu      | Parti politique    | Observations                                  |
| --------------- | --------------- | --------------- | --------------- | ------------------ | --------------------------------------------- |
| 1re législature | 20 février 1876 | 25 juin 1877    | Jules Leurent   | Union des Droites  |                                               |
| 2e législature  | 14 octobre 1877 | 27 octobre 1881 | Désiré Debuchy  | Union des Droites  |                                               |
| 3e législature  | 21 août 1881    | 28 mai 1884     | Désiré Debuchy  | Union des Droites  | Décès du député Désiré Debuchy le 28 mai 1884 |
| 3e législature  | 20 juillet 1884 | 9 novembre 1885 | Charles Jonglez | Droite monarchiste |                                               |

## La circonscription de 1889 à 1893

### Description géographique et démographique
La sixième circonscription de Lille était située à la périphérie de l'agglomération lilloise. Située entre la Belgique et le Pas-de-Calais, la circonscription est centrée autour de la ville de Tourcoing. 
Elle regroupait les divisions administratives suivantes : canton de Tourcoing-Nord et le  canton de Tourcoing-Sud.

### Historique des députations
| Législature    | Début de mandat | Fin de mandat   | Député élu   | Parti politique | Observations |
| -------------- | --------------- | --------------- | ------------ | --------------- | ------------ |
| 5e législature | 6 octobre 1889  | 14 octobre 1893 | Gustave Dron | Républicain     |              |

## La circonscription de 1893 à 1902

### Description géographique et démographique
La sixième circonscription de Lille, partie intérieure de la Flandre française, située entre la Belgique et l' arrondissement de Douai, la circonscription est centrée autour de la ville de Roubaix.  
Elle regroupait les divisions administratives suivantes : canton de Lannoy et le  canton de Roubaix-Ouest.

### Historique des députations
| Législature    | Début de mandat | Fin de mandat | Député élu               | Parti politique | Observations |
| -------------- | --------------- | ------------- | ------------------------ | --------------- | ------------ |
| 6e législature | 20 août 1893    | 31 mai 1898   | Geoffroy de Montalembert |                 |              |
| 7e législature | 8 mai 1898      | 31 mai 1902   | Geoffroy de Montalembert | Action libérale |              |

## La circonscription de 1902 à 1919

### Description géographique et démographique
La sixième circonscription de Lille était située à la périphérie de l'agglomération lilloise. Située entre la Belgique et le Pas-de-Calais, la circonscription est centrée autour de la ville de Roubaix. 
Elle regroupait les divisions administratives suivantes : canton de Cysoing ; canton de Lannoy et le  canton de Roubaix-Ouest.

### Historique des députations
| Législature     | Début de mandat | Fin de mandat | Député élu               | Parti politique            | Observations                                   |
| --------------- | --------------- | ------------- | ------------------------ | -------------------------- | ---------------------------------------------- |
| 8e législature  | 27 avril 1902   | 31 mai 1906   | Geoffroy de Montalembert | Action libérale            |                                                |
| 9e législature  | 6 mai 1906      | 31 mai 1910   | Henri Delecroix          | Gauche radicale-socialiste |                                                |
| 10e législature | 24 avril 1910   | 31 mai 1914   | Gustave Dubled           | SFIO                       |                                                |
| 11e législature | 26 avril 1914   | 23 août 1916  | Gustave Dubled           | SFIO                       | Décès du député Gustave Dubled le 23 août 1916 |

## La circonscription de 1928 à 1940

### Description géographique et démographique
La sixième circonscription de Lille était située à la périphérie de l'agglomération lilloise. Située entre la Belgique et le Pas-de-Calais, la circonscription est centrée autour de la ville de Seclin. 
Elle regroupait les divisions administratives suivantes : canton de Cysoing ; canton de Pont-à-Marcq et le  canton de Seclin.

### Historique des députations
| Législature     | Début de mandat | Fin de mandat | Député élu           | Parti politique | Observations                                                                                    |
| --------------- | --------------- | ------------- | -------------------- | --------------- | ----------------------------------------------------------------------------------------------- |
| 14e législature | 29 avril 1928   | 31 mai 1932   | Auguste Parsy        | SFIO            |                                                                                                 |
| 15e législature | 8 mai 1932      | 31 mai 1936   | Victor Desprez-Potié | Gauche radicale |                                                                                                 |
| 16e législature | 3 mai 1936      | 31 mai 1942   | Augustin Laurent     | SFIO            | Un décret de juillet 1939 a prorogé jusqu'au 31 mai 1942 le mandat des députés élus en mai 1936 |